# 우승경
우승경(于承慶, ? ~ ?)은 고려의 무신, 장군, 재상(宰相)이다. 본관은 목천(木川)이다.
1196년(명종 26) 4월 최충헌(崔忠獻)이 이의민(李義旼)을 제거한 후, 같은 해 6월 최충헌은 좌승선(左承宣)으로, 대장군(大將軍) 우승경은 우승선(右承宣)으로 각각 임명되었다.
1197년 2월 궁궐의 이빈문(利賓門) 밖 서쪽 행랑의 기둥에 구멍이 팬 사건이 일어나자, 무신들은 동반(東班 : 문반)이 서반(西班 : 무반)을 저주하여 일으킨 일이라고 하여 분개하였으나, 대장군(大將軍) 우승경(于承慶)만이 “이것은 간악한 자가 문관들과 틈을 만들려고 꾸민 일일 뿐이지, 동반의 소행이 아니다.”라고 설득하여 이들을 진정시켰다. 그러자 다들 입을 닫았다.
1201년 7월 도재고어사(都齋庫御史)·낭장(郞將) 노언숙(盧彦叔)이 권귀(權貴)가 부탁했다는 핑계를 대고 창고의 쌀 여러 섬을 빼내 창고 담당 관원들과 나누어 가지려 하자, 창고의 당직 장교가 승선(承宣) 우승경(于承慶)에게 급히 보고해 헌대(憲臺)에서 이 사건을 다루게 되었다. 훔친 쌀은 회수하고, 노언숙과 서리(胥吏) 등 20여 명은 바닷섬으로 유배보냈다.
1202년(신종 5) 승선(承宣)으로 있으면서 총재(冢宰) 최선(崔詵)과 함께 예빈성(禮賓省)에서 통역관을 선발하는 시험을 주관했다. 같은해 12월 추밀원지주사(樞密院知奏事)로 임명되었다.
이후 승진을 거듭하여 재추의 반열에 오르고 1208년 추밀원사(樞密院使)를 거쳐 참지정사(參知政事)에 이르렀다.
1210년(희종 6) 3월 누군가 최충헌의 집에 투서하여, “직장동정(直長同正) 원서(元諝)가 재상 우승경과 함께 최충헌을 죽이려 한다.”고 하였다. 이에 최충헌이 조사한 결과 유익겸(庾益謙)이 원서를 해치기 위해 모함한 것으로 드러나 무사하였다.
그러나 다음해에 내시낭중(內侍郞中) 왕준명(王濬明)이 왕명을 받고 최충헌을 살해하려고 하였을 때, 참지정사로서 추밀(樞密) 사홍적(史弘績), 장군 왕익(王翊) 등과 더불어 동조하였다가 실패하자 사전에 이를 알고 있었다는 혐의를 받고 유배되었다.
고려 고종 때 재상을 역임한 전주 최씨(全州崔氏) 최보순(崔甫淳)을 천거하기도 했다.

## 우승경이 등장한 작품
- 《무인시대》 KBS 드라마, 2003년~2004년, 배우 : 양형호